# Psicología anormal
La psicología anormal es una rama de la Psicología que estudia patrones inusuales de comportamiento, emociones y pensamiento, que pueden o no estar asociados al empeoramiento de enfermedades mentales de mayor importancia. Aunque existan diversas conductas de comportamiento consideradas como anormales, este campo en concreto de investigación se centra en el comportamiento en un contexto clínico. A lo largo del tiempo se ha intentado comprender estos tipos de comportamiento, acusado de ser aberrante y pervertido (es estadísticamente, funcionalmente y moralmente). Además, normalmente se encuentran altamente influenciados por factores culturales. El campo de la psicología anormal ha identificado múltiples causas para las diferentes condiciones de esta patología, utilizando diversas teorías del comportamiento psicológico en general. Sin embargo, todavía existen innumerables dudas acerca de qué significa realmente el término ‘anormal’. Tradicionalmente, se suele dividir en explicaciones psicológicas y explicaciones biológicas, atendiendo a dilemas filosóficos como el dualismo del alma y el cuerpo del hombre. También se ha intentado, de esta manera, clasificar las enfermedades mentales. Se llega así a la conclusión de que el término ‘anormal’ se puede subclasificar en tres categorías: subnormalidad, supernormalidad o paranormalidad.
El ámbito de psicología anormal estudia dos tipos de comportamiento: adaptativo y maladaptativo. El comportamiento maladaptativo sugiere que existen algunos problemas e implica que el individuo es vulnerable y no puede hacer frente al estrés que esto le supone causando problemas en el funcionamiento de su vida diaria. La psicología clínica es el campo aplicado que busca evaluar, entender y tratar las condiciones en la práctica clínica. El campo teórico conocido como “psicología anormal” puede formar el fondo de este trabajo, pero los psicólogos clínicos de este ámbito no suelen utilizar el término “anormal” para referirse a su campo de trabajo. Psicopatología es un término similar a psicología anormal pero tiene mayor implicación de una patología subyacente (enfermedad existente), y por lo tanto el término se suele conocer generalmente como una especialidad médica conocida como psiquiatría.

## Historia

### Tradiciones supernaturales
A lo largo del tiempo, la sociedad ha propuesto infinitas explicaciones con el fin de dar sentido al comportamiento anormal humano. Empezando por sociedades que sufrían hambruna,los animistas pensaban que las personas con este tipo de patologías estaban poseídas por espíritus malevolentes. Esta idea se asoció así con la trepanación, la práctica de hacer una pequeña incisión en el cráneo del paciente para liberar a dichos espíritus.
Una respuesta más formalizada de las creencias espirituales sobre la anormalidad es la práctica del exorcismo. Según la interpretación de las autoridades religiosas, el exorcismo es manera de liberar los espíritus malignos que causan el comportamiento patológico dentro de la persona. En algunos casos, los individuos que exhiben pensamientos o comportamientos inusuales han sido exiliados de la sociedad o peor. La brujería percibida, por ejemplo, ha sido castigada con la muerte. Dos inquisidores católicos escribieron el Malleus Maleficarum (latín para "El martillo contra brujas"), que fue utilizado por muchos inquisidores y cazadores de brujas. Contuvo una taxonomía temprana de la conducta desviada percibida y las pautas propuestas para perseguir a individuos desviantes.

## Asilos
La acción de situar a las personas mentalmente enfermas en una instalación aparte conocida como asilo data del 1547, cuando el Rey Enrique VIII de Inglaterra estableció el asilo de Santa María de Bethlehem en Londres. Este hospital, con el mote de Bedlam, fue famoso por sus condiciones deplorables.
Los asilos se mantuvieron populares durante la Edad Media y el Renacimiento. Estos asilos primitivos estaban frecuentemente en condiciones miserables. Los pacientes estaban considerados como una carga para la sociedad y por ello se les encerraba y eran tratados como si fueran bestias en vez de como pacientes que necesitasen tratamiento médico. Sin embargo, algunos sí que recibieron tratamiento médico. Hubo curiosidad científica en el comportamiento anormal, aunque rara vez se investigó en los asilos tempranos. Los reclusos en estos asilos tempranos a menudo se ponen en exhibición con fines de lucro, ya que se consideraban menos que humanos. Los asilos tempranos eran básicamente modificaciones de las instituciones criminales existentes
A finales del siglo XVIII la idea del tratamiento humanitario para los pacientes ganó mucho favor debido al trabajo de Philippe Pinel en Francia. Impulsó la idea de que los pacientes fueran tratados con amabilidad y no con la crueldad que se les infligía como si fueran animales o criminales. Sus ideas experimentales como la eliminación de las cadenas de los pacientes se encontraron con renuencia.
Los experimentos en amabilidad demostraron ser un gran éxito, que ayudó a llevar a cabo una reforma en la forma en que las instituciones mentales se ejecutarían.

## Continuación institucional
La institucionalización seguiría mejorando a lo largo de los siglos XIX y XX debido al trabajo de muchos humanitarios como Dorethea Dix, y el movimiento de higiene mental que promovió el bienestar físico de los pacientes mentales. "Dix más que cualquier otra figura en el siglo XIX, hizo que la gente en América y virtualmente toda Europa se diera cuenta de que los locos estaban siendo sometidos a abusos increíbles". A través de este movimiento millones de dólares fueron levantados para construir nuevas instituciones para albergar los enfermos mentales. Los hospitales mentales comenzaron a crecer sustancialmente en número durante el siglo XX como el cuidado de los enfermos mentales aumentó en ellos.
En 1939 había más de 400.000 pacientes en los hospitales psiquiátricos estatales en los Estados Unidos. Las estancias hospitalarias eran normalmente bastante largas para los pacientes, con algunas personas siendo tratadas durante muchos años. Estos hospitales, aunque mejor que los asilos del pasado, todavía carecían de los medios de un tratamiento eficaz para los pacientes, y aunque el movimiento de reforma había ocurrido; a menudo los pacientes recibían tratamiento cruel e inhumano.
Las cosas comenzaron a cambiar en el año 1946 cuando Mary Jane Ward publicó el influyente libro titulado "The Snake Pit", que se convirtió en una popular película del mismo nombre. El libro llamó la atención sobre las condiciones que los pacientes mentales enfrentaron y ayudó a despertar la preocupación en el público en general para crear un cuidado de salud mental más humano en estos hospitales superpoblados.
En este mismo año también se creó el Instituto Nacional de Salud Mental que proporcionó apoyo para la formación de los empleados del hospital y la investigación de las condiciones que afectaban a los pacientes. Durante este período también se aprobó la ley Hill-Burton, que era un programa que financiaba hospitales de salud mental. Junto con la Ley de Servicios de Salud Comunitaria de 1963, los Actos de Hill-Burton ayudaron con la creación de clínicas psiquiátricas ambulatorias, hospitales generales para pacientes hospitalizados y centros de rehabilitación y consulta comunitaria.

### Desinstitucionalización
A finales del siglo XX, sin embargo, la opinión pública sobre los enfermos mentales ya no era tan positiva. Un gran número de hospitales psiquiátricos terminó cerrando debido a la falta de fondos y la superpoblación. En Inglaterra, por ejemplo, sólo 14 de las 130 instituciones psiquiátricas creadas a principios del siglo XX permanecían abiertas al comienzo del siglo 21. En 1963, el presidente John Kennedy lanzó el movimiento de salud comunitaria en los Estados Unidos como un "nuevo enfoque audaz" a la atención de salud mental, dirigido a coordinar los servicios de salud mental para los ciudadanos en los centros de salud mental. En el lapso de 40 años, los Estados Unidos fueron capaces de ver una caída de aproximadamente 90 por ciento en el número de pacientes en hospitales psiquiátricos.
Esta tendencia no fue sólo en Inglaterra y los Estados Unidos, sino en todo el mundo con países como Australia sentir el dolor de demasiados pacientes con enfermedades mentales y no suficientes instalaciones de tratamiento. Estudios recientes han encontrado que la prevalencia de la enfermedad mental no ha disminuido significativamente en los últimos 10 años, y de hecho ha aumentado en frecuencia en relación con condiciones específicas como la ansiedad y trastornos del estado de ánimo.
Esto llevó a un gran número de pacientes que fueron liberados mientras no estaban completamente curados del trastorno por el que fueron hospitalizados. Esto se conoció como el fenómeno de la desinstitucionalización. Este movimiento tenía metas nobles de tratar a los individuos fuera del hospital mental aislado colocándolos en comunidades y sistemas de ayuda. Otro objetivo de este movimiento fue evitar las posibles adaptaciones negativas que pueden venir con los confinamientos hospitalarios a largo plazo. Muchos profesionales, por ejemplo, se preocupaban de que los pacientes encontraran un refugio permanente en los hospitales psiquiátricos que los tomarían cuando las exigencias de la vida cotidiana fueran demasiado difíciles. Sin embargo, los pacientes se trasladaron a la vida de la comunidad no han ido bien típicamente, ya que a menudo hablan de cómo se sienten "abandonados" por los médicos que solían tratarlos. También ha tenido el efecto desafortunado de colocar a muchos de los pacientes en la falta de vivienda. Se han creado muchos refugios seguros para los enfermos mentales desinstitucionalizados, pero no son tan eficaces como se necesitan. Se estima que alrededor del 26,2% de las personas que actualmente están sin hogar tienen algún tipo de enfermedad mental. La colocación de estos individuos en la falta de vivienda es de gran preocupación ya que el estrés adicional de vivir en las calles no es beneficioso para el individuo para recuperarse del trastorno particular con el que están afligidos. De hecho, mientras que algunas de las personas sin hogar que son capaces de encontrar algún alivio temporal en forma de refugios, muchas de las personas sin hogar con una enfermedad mental "carecen de refugio seguro y decente".

## Explicación del comportamiento anormal
La gente ha tratado de explicar y controlar el comportamiento anormal durante miles de años. Históricamente, ha habido tres enfoques principales para el comportamiento anormal: las tradiciones sobrenaturales, biológicas y psicológicas. La psicología anormal gira en torno a dos paradigmas principales para explicar los trastornos mentales, el paradigma psicológico y el paradigma biológico. El paradigma psicológico se centra más en las causas humanísticas, cognitivas y conductuales y los efectos de la psicopatología. El paradigma biológico incluye las teorías que se centran más en factores físicos, como la genética y la neuroquímica.

### Explicaciones biológicas
En la tradición biológica, los trastornos psicológicos se atribuyen a causas biológicas y en la tradición psicológica, los trastornos se atribuyen a un desarrollo psicológico defectuoso y al contexto social . La perspectiva médica o biológica mantiene la creencia de que la mayoría o todos los comportamientos anormales pueden atribuirse a un factor médico; suponiendo que todos los trastornos psicológicos son enfermedades.
El médico griego Hipócrates, que es considerado el padre de la medicina occidental, desempeñó un papel importante en la tradición biológica. Hipócrates y sus asociados escribieron el Corpus hipocrático entre 450 y 350 aC, en el que sugirieron que los comportamientos anormales pueden ser tratados como cualquier otra enfermedad. Hipócrates veía el cerebro como el asiento de la conciencia, la emoción, la inteligencia y la sabiduría y creía que los trastornos que implicaban estas funciones estarían lógicamente ubicados en el cerebro.
Estas ideas de Hipócrates y sus asociados fueron adoptadas posteriormente por Galeno, el médico romano. Galen amplió estas ideas y desarrolló una escuela fuerte e influyente de pensamiento dentro de la tradición biológica que se extendió hasta bien entrado el siglo XVIII.
El enfoque médico de la psicología anormal se centra en las causas biológicas de la enfermedad mental, lo que hace hincapié en la comprensión de la causa subyacente de los trastornos, que pueden incluir la herencia genética, trastornos físicos relacionados, infecciones y desequilibrios químicos.

### Explicaciones psicológicas

#### Superego subdesarrollado
Según el modelo estructural de Sigmund Freud, el Id, el Ego y el Superego son tres constructos teóricos que definen la forma en que un individuo interactúa con el mundo exterior y responde a las fuerzas internas. El Id representa los impulsos instintivos de un individuo que permanecen inconscientes; el superyó representa la conciencia de una persona y su internalización de las normas sociales y la moralidad; y finalmente el ego sirve para integrar realista los impulsos del id con las prohibiciones del superyó. La falta de desarrollo en el Superego, o un Superego incoherentemente desarrollado dentro de un individuo, dará lugar a pensamientos y acciones que son irracionales y anormales, contrarias a las normas y creencias de la sociedad.

#### Creencias irracionales
Las creencias irracionales que son impulsadas por temores inconscientes, pueden resultar en un comportamiento anormal. La terapia emocional racional ayuda a conducir creencias irracionales e inadaptadas fuera de la mente.

#### Influencias socioculturales
El término sociocultural se refiere a los diversos círculos de influencia sobre el individuo que van desde amigos cercanos y familiares a las instituciones y políticas de un país o el mundo en su conjunto. Las discriminaciones, ya sean basadas en clases sociales, ingresos, raza, etnia o género, pueden influir en el desarrollo de comportamientos anormales.

### Causalidad múltiple
El número de diferentes perspectivas teóricas en el campo de la anomalía psicológica ha hecho difícil explicar adecuadamente la psicopatología. El intento de explicar todos los trastornos mentales con la misma teoría conduce al reduccionismo (que explica un trastorno u otros fenómenos complejos utilizando sólo una sola idea o perspectiva). La mayoría de los trastornos mentales se componen de varios factores, por lo que hay que tener en cuenta varias perspectivas teóricas al intentar diagnosticar o explicar una anormalidad conductual determinada o trastorno mental. La explicación de los trastornos mentales con una combinación de perspectivas teóricas se conoce como causalidad múltiple.
El modelo de diátesis-estrés enfatiza la importancia de aplicar la causalidad múltiple a la psicopatología al enfatizar que los trastornos son causados tanto por causas precipitantes como por causas predisponentes. Una causa precipitante es un desencadenante inmediato que instiga la acción o el comportamiento de una persona. Una causa predisponente es un factor subyacente que interactúa con los factores inmediatos para dar lugar a un trastorno. Ambas causas juegan un papel clave en el desarrollo de un trastorno psicológico. Por ejemplo, el alto neuroticismo antedates la mayoría de los tipos de psicopatología.

### Conceptos recientes de anormalidad
- Anomalía estadística: cuando un determinado comportamiento / característica es relevante para un porcentaje bajo de la población. Sin embargo, esto no significa necesariamente que tales individuos están sufriendo de enfermedad mental (por ejemplo, anomalías estadísticas tales como riqueza extrema / atractivo)
- Anomalía psicométrica: cuando un cierto comportamiento / característica difiere de la dispersión normal de la población, p. tener un CI de 35 podría ser clasificado como anormal, ya que la población media es de 100. Sin embargo, esto no especifica una enfermedad mental en particular.
- Conducta desviada: esto no siempre es un signo de enfermedad mental, ya que la enfermedad mental puede ocurrir sin conducta desviada, y tal comportamiento puede ocurrir en ausencia de enfermedad mental.
- Combinaciones: incluyendo angustia, disfunción, procesos psicológicos distorsionados, respuestas inapropiadas en situaciones dadas y causando / arriesgando daño a uno mismo.

## Enfoques
- Somatogénico: la anormalidad se considera como resultado de desórdenes biológicos en el cerebro.Este enfoque ha conducido al desarrollo de tratamientos biológicos radicales, p. lobotomía.
- Psicogénico: la anomalía es causada por problemas psicológicos. Los tratamientos psicoanalíticos (Freud), catárticos, hipnóticos y humanísticos (Carl Rogers, Abraham Maslow) se derivaron de este paradigma. Este enfoque también ha llevado a algunos tratamientos esotéricos: Franz Mesmer solía colocar a sus pacientes en una habitación oscura con música, luego entrar con un traje extravagante y empujar las áreas del cuerpo "infectado" con un palo.

## Clasificación

### DSM-5
El libro de referencia de psicología y psiquiatría anormal estándar en América del Norte es el Manual de Diagnóstico y Estadística de la Asociación Psiquiátrica Americana. La versión actual del libro se conoce como DSM-5. Enumera un conjunto de trastornos y proporciona descripciones detalladas de lo que constituye un trastorno como trastorno depresivo mayor o trastorno de ansiedad. También da descripciones generales de la frecuencia con que el trastorno ocurre en la población general, si es más común en hombres o mujeres y otros tales hechos.
El DSM-5 identifica tres elementos clave que deben estar presentes para constituir un trastorno mental. Estos elementos incluyen:
Síntomas que involucran alteraciones en el comportamiento, pensamientos o emociones.
Síntomas asociados con angustia o impedimento personal.
Síntomas que se derivan de disfunciones internas (es decir, que tienen raíces biológicas y / o psicológicas).
El proceso de diagnóstico utiliza cinco dimensiones, cada una de las cuales se identifica como un "eje", para determinar los síntomas y el funcionamiento general del individuo. Es importante notar que el DSM-5 ya no utiliza este sistema de ejes. Estos ejes son los siguientes:
Eje I - Trastornos clínicos, que incluirían trastornos mentales y de aprendizaje importantes. Estos trastornos constituyen lo que generalmente se reconoce como un trastorno incluyendo trastorno depresivo mayor, trastorno de ansiedad generalizada, esquizofrenia y dependencia de sustancias. Para recibir un diagnóstico de un trastorno en este eje, el paciente debe cumplir los criterios para el trastorno particular que se presenta en el DSM en esa sección particular de trastornos. Los trastornos en este eje son de particular importancia porque es probable que tengan un efecto sobre el individuo en muchos otros ejes. De hecho, los primeros 3 ejes están muy relacionados. Este eje es similar a lo que se consideraría una enfermedad o enfermedad en medicina general.
Eje II - Trastornos de la personalidad y una disminución del uso del trastorno del intelecto. Este es un eje muy amplio que contiene trastornos relacionados con la forma en que el individuo funciona con el mundo que lo rodea. Este eje proporciona una forma de codificación de las características de personalidad maladaptativa de larga duración que podrían tener un factor en la expresión o desarrollo de un trastorno en el Eje I, aunque esto no siempre es así. Los trastornos en este eje incluyen trastornos tales como trastorno de personalidad antisocial, trastorno histriónico de la personalidad y trastorno de personalidad paranoide. El retardo mental también está codificado en este eje, aunque la mayoría de las otras discapacidades de aprendizaje están codificadas en el Eje I. Este Eje es un ejemplo de cómo los Ejes interactúan entre sí ayudando a dar un diagnóstico general para un individuo.
Eje III - Condiciones médicas generales y "Trastornos físicos". Las condiciones enumeradas aquí son las que podrían ser relevantes para la gestión o comprensión del caso. El Eje III se utiliza a menudo junto con un diagnóstico del Eje I para dar una mejor explicación redondeada del trastorno particular. Un ejemplo de esto puede verse en la relación entre el trastorno depresivo mayor y el dolor persistente causado por un problema médico crónico. Esta categoría también podría incluir el uso de drogas y alcoholes, ya que estos son a menudo los síntomas de un trastorno en sí mismos como la dependencia de sustancias o trastorno depresivo mayor. Debido a la naturaleza de Axis III a menudo se recomienda que el paciente visita a un médico cuando se le evalúa para determinar si el problema podría potencialmente requerir intervención médica como cirugía. Cuando se utilizan los primeros 3 ejes, se encuentra a menudo un diagnóstico múltiple que es realmente alentado por el DSM.
- Elemento de lista de viñetas

Eje IV - Problemas psicosociales / ambientales, que contribuirían al desorden. El eje IV se utiliza para inspeccionar los aspectos más amplios de la situación de una persona. Este eje examinará los factores sociales y ambientales que podrían afectar el diagnóstico de la persona. Los factores de estrés son el eje principal de este eje y se presta especial atención a los factores de estrés que han estado presentes en el último año; sin embargo, no es un requisito que el estresante tuvo que formar o continuó en el último año. Debido al gran número de factores de estrés potenciales en la vida de un individuo, los terapeutas a menudo encuentran tales factores estresantes a través de un enfoque de lista de verificación que es alentado por el DSM. Un ejemplo del enfoque de la lista de verificación sería examinar la vida familiar, la situación económica, la ocupación, los problemas legales potenciales y así sucesivamente. Es crucial que el paciente sea honesto en esta sección ya que los factores ambientales pueden tener un enorme impacto en el paciente, especialmente en ciertas escuelas de terapia, como el enfoque cognitivo.
- Elemento de lista de viñetas

Eje V - Evaluación global del funcionamiento (a menudo denominada GAF) o "Escala de evaluación global de los niños" (para niños y adolescentes menores de 18 años). El eje V es una puntuación dada al paciente que está diseñada para indicar cuán bien el individuo está manejando su situación en el momento actual. El GAF se basa en una escala de 100 puntos que el examinador utilizará para dar al paciente una puntuación. Los puntajes pueden variar de 1 a 100 y dependiendo de la puntuación en el GAF el examinador decidirá el mejor curso de acción para el paciente. "Según el manual, las puntuaciones más altas que 70 indican salud mental satisfactoria, buen funcionamiento general y mínimo o síntomas transitorios o deterioro, los puntajes entre 60 y 70 indican síntomas leves o deterioro, mientras que los puntajes entre 50 y 60 indican síntomas moderados, problemas sociales o vocacionales y puntuaciones por debajo de 50 deficiencias o síntomas severos ". Como las puntuaciones de GAF son el eje final del DSM, la información presente en los 4 ejes anteriores es crucial para determinar una puntuación exacta.

### ICD-10
El sistema nosológico internacional más importante para la clasificación de los trastornos mentales se encuentra en la versión más reciente de la Clasificación Internacional de Enfermedades, 10a revisión (CIE-10). La CIE-10 ha sido utilizada por los Estados miembros de la Organización Mundial de la Salud (OMS) desde 1994. El capítulo cinco cubre unos 300 trastornos mentales y del comportamiento. El capítulo cinco de la CIE-10 ha sido influenciado por el DSM-IV de APA y hay una gran concordancia entre los dos. La OMS mantiene libre acceso a la CIE-10 en línea. A continuación se presentan las principales categorías de trastornos:
- F00-F09 Trastornos orgánicos, incluidos los sintomáticos, mentales
- F10-F19 Trastornos mentales y del comportamiento debidos al uso de sustancias psicoactivas
- F20-F29 Esquizofrenia, trastornos esquizotipales y delirios
- F30-F39 Trastornos del estado de ánimo [afectivos]
- F40-F48 Trastornos neuróticos, relacionados con el estrés y somatoformes
- F50-F59 Síndromes conductuales asociados a trastornos fisiológicos y factores físicos
- F60-F69 Trastornos de la personalidad y el comportamiento de los adultos
- F70-F79 Retraso mental
- F80-F89 Trastornos del desarrollo psicológico
- F90-F98 Trastornos del comportamiento y emocionales con aparición usualmente en la infancia y adolescencia
- F99 Trastorno mental no especificado

## Perspectivas de la psicología anormal
Los psicólogos pueden utilizar diferentes perspectivas para tratar de obtener una mejor comprensión de la psicología anormal. Algunos de ellos pueden concentrarse en una sola perspectiva. Pero los profesionales prefieren combinar dos o tres perspectivas juntas para obtener información significativa para mejores tratamientos.
- Comportamiento: la perspectiva se centra en comportamientos observables
- Medicina: la perspectiva se centra en las causas biológicas de la enfermedad mental
- Cognitiva: la perspectiva se centra en cómo los pensamientos internos, las percepciones y el razonamiento contribuyen a los trastornos psicológicos

## Terapias

### Psicoanálisis (Freud)
La teoría psicoanalítica se basa en gran medida en la teoría del neurólogo Sigmund Freud. Estas ideas a menudo representaban emociones reprimidas y recuerdos de la infancia de un paciente. De acuerdo con la teoría psicoanalítica, estas represiones causan los disturbios que la gente experimenta en su vida cotidiana y al encontrar la fuente de estos disturbios, uno debería ser capaz de eliminar la perturbación misma. Esto se logra por una variedad de métodos, con algunos populares son la libre asociación, la hipnosis y la comprensión. El objetivo de estos métodos es inducir una catarsis o liberación emocional en el paciente que debe indicar que la fuente del problema se ha aprovechado y entonces se puede ayudar. Las etapas psicosociales de Freud también desempeñaron un papel clave en esta forma de terapia; ya que a menudo creía que los problemas que el paciente estaba experimentando se debieron a que se quedan atrapados o "fijado" en una etapa particular. Los sueños también desempeñaron un papel importante en esta forma de terapia, ya que Freud veía los sueños como una forma de obtener una visión de la mente inconsciente. A los pacientes se les pedía a menudo que guardaran los diarios de los sueños y que registraran sus sueños para traerlos a discusión durante la siguiente sesión de terapia. Hay muchos problemas potenciales asociados con este estilo de terapia, incluyendo resistencia a la memoria o sentimiento reprimido y transferencia negativa al terapeuta. El psicoanálisis fue seguido por muchos después de Freud incluyendo su hija Ana Freud y Jacques Lacan. Éstos y muchos otros han seguido elaborando la teoría original de Freud y añaden su propia toma de mecanismos de defensa o análisis de sueños [31]. Mientras que el psicoanálisis ha caído en desgracia a las formas más modernas de terapia que todavía es utilizado por algunos psicólogos clínicos en diversos grados.

### Terapia conductual(Wolpe)
La terapia de la conducta se basa en los principios del conductismo, como la participación clásica y condicionamiento operante. El behaviorismo surgió a principios del siglo XX debido al trabajo de psicólogos como James Watson y B. F. Skinner. El conductismo afirma que todos los comportamientos que los humanos hacen es debido a un estímulo y un refuerzo. Aunque este refuerzo es normalmente por buen comportamiento, también puede ocurrir por comportamiento desadaptativo. En este punto de vista terapéutico, se ha reforzado el comportamiento mal adaptado del paciente, lo que hará que se repita el comportamiento desadaptativo. El objetivo de la terapia es reforzar los comportamientos menos des adaptativos para que con el tiempo estos comportamientos adaptativos se conviertan en los primarios en el paciente.

### Terapia humanista (Rogers)
La terapia humanista tiene como objetivo lograr la autorrealización (Carl Rogers, 1961). En este estilo de terapia, el terapeuta se centrará en el propio paciente en contraposición al problema con el que el paciente está afligido. El objetivo general de esta terapia es que el tratamiento del paciente como "humano" en lugar de cliente ayudará a llegar a la fuente del problema y con suerte resolver el problema de una manera eficaz. La terapia humanística ha ido en aumento en los últimos años y se ha asociado con numerosos beneficios positivos. Se considera que es uno de los elementos esenciales de la eficacia terapéutica necesaria y un contribuyente importante no sólo al bienestar del paciente, sino a la sociedad en su conjunto. Algunos dicen que todos los enfoques terapéuticos hoy en día se basan en el enfoque humanista en cierto sentido y que la terapia humanística es la mejor manera de tratar a un paciente. [32] La terapia humanística se puede utilizar en personas de todas las edades; sin embargo, es muy popular entre los niños en su variante conocida como "terapia de juego". Los niños a menudo son enviados a la terapia debido a un estallido que tienen en una escuela o en casa, la teoría es que al tratar al niño en un entorno que es similar al área que están teniendo su comportamiento disruptivo, el niño será más probable para aprender de la terapia y tener un resultado efectivo. En la terapia del juego, los clínicos "jugarán" con su cliente generalmente con los juguetes, o una fiesta del té. Jugar es el comportamiento típico de un niño y por lo tanto jugar con el terapeuta vendrá como una respuesta natural al niño. Al jugar juntos, el clínico le hará preguntas al paciente, pero debido a la situación; las preguntas ya no parecen intrusivas y terapéuticas más como una conversación normal. Esto debería ayudar al paciente a darse cuenta de los problemas que tiene y confesarlos al terapeuta con menos dificultad de lo que puede experimentar en un entorno de asesoramiento tradicional.

### Terapia cognitivo-conductual (Ellis y Beck)
La terapia cognitivo-conductual tiene como objetivo influir en el pensamiento y la cognición (Beck, 1977). Esta forma de terapia se basa no sólo en los componentes de la terapia conductual como se mencionó anteriormente, sino también en los elementos de la psicología cognitiva. Esto se basa no sólo en los problemas de comportamiento de los clientes que podrían haber surgido del condicionamiento; sino también esquemas negativos y percepciones distorsionadas del mundo que los rodea. Estos esquemas negativos pueden estar causando angustia en la vida del paciente; por ejemplo, los esquemas pueden estar dándoles expectativas poco realistas sobre qué tan bien deben desempeñar en su trabajo, o cómo deben mirar físicamente. Cuando estas expectativas no se cumplen a menudo resultará en comportamientos desadaptativos como la depresión, las compulsiones obsesivas y la ansiedad. Con terapia cognitivo-conductual; el objetivo es cambiar los esquemas que están causando el estrés en la vida de una persona y con suerte reemplazarlos por otros más realistas. Una vez que los esquemas negativos han sido reemplazados, esperamos que cause una remisión de los síntomas de los pacientes. La TCC se considera particularmente eficaz en el tratamiento de la depresión e incluso se ha utilizado últimamente en grupos. Se considera que el uso de la TCC en un grupo ayuda a dar a sus miembros un sentido de apoyo y disminuir la probabilidad de que abandonen la terapia antes de que el tratamiento haya tenido tiempo para trabajar adecuadamente. CBT se ha encontrado para ser un tratamiento eficaz para muchos pacientes, incluso aquellos que no tienen enfermedades y trastornos típicamente pensado como psiquiátricos. Por ejemplo, los pacientes con la enfermedad de la esclerosis múltiple han encontrado una gran cantidad de ayuda mediante la TCC. El tratamiento a menudo ayuda a los pacientes a lidiar con el trastorno que tienen y cómo pueden adaptarse a sus nuevas vidas sin desarrollar nuevos problemas como la depresión o esquemas negativos sobre sí mismos.
Según RAND, las terapias son difíciles de proporcionar a todos los pacientes que lo necesitan. La falta de financiación y la comprensión de los síntomas proporciona un obstáculo importante que no es fácil de evitar. Los síntomas individuales y las respuestas a los tratamientos varían, creando una desconexión entre el paciente, la sociedad y los cuidadores / profesionales.
Notas